# Calamus suaveolens
Calamus suaveolens är en enhjärtbladig växtart som beskrevs av William John Baker och John Dransfield. Calamus suaveolens ingår i släktet Calamus och familjen Arecaceae. Inga underarter finns listade i Catalogue of Life.